# ロッキーフラッツ

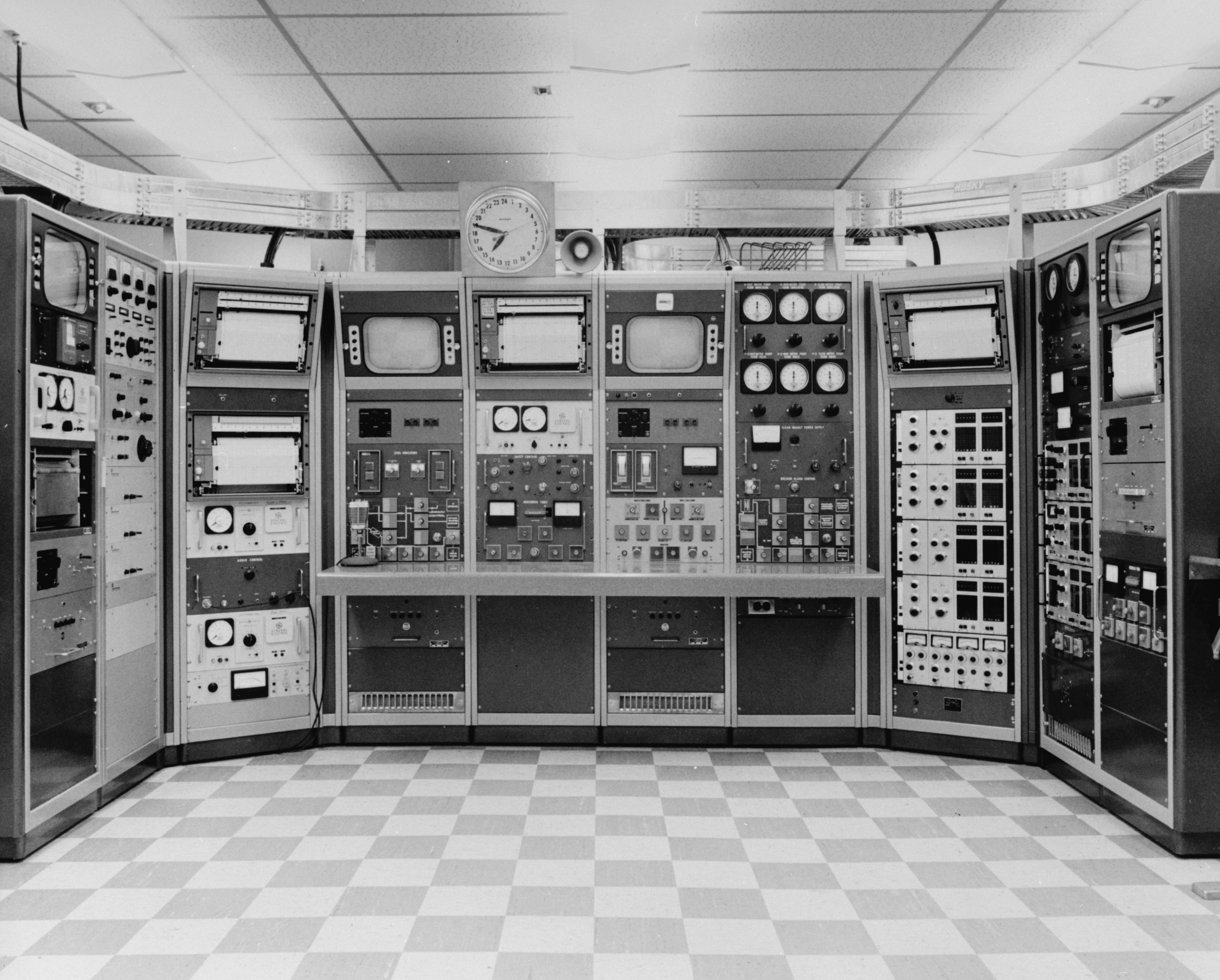
臨界量研究所のコントロールパネル。1970年撮影。

ロッキーフラッツ(ロッキーフラッツ,Rocky Flats Plant)とは、アメリカ合衆国,コロラド州,デンバー近郊で操業していた核兵器（特に起爆装置）を製造していた施設。1952年から1977年までアメリカ原子力委員会、1992年の操業停止までエネルギー省が管理を行っていた。土壌、河川の核汚染など様々な問題が後年に明らかになり、政府の施設がFBIにより捜査を受ける事態にまで発展した。1990年代になり施設の解体工事がはじまり、初の核施設解体となった。しかし、解体時の調査で深刻な核汚染が明らかになり、解体した残骸を残したまま敷地を封鎖しただけの状態になっている。現在、施設の元従業員らが施設の博物館を立ち上げようとしている。

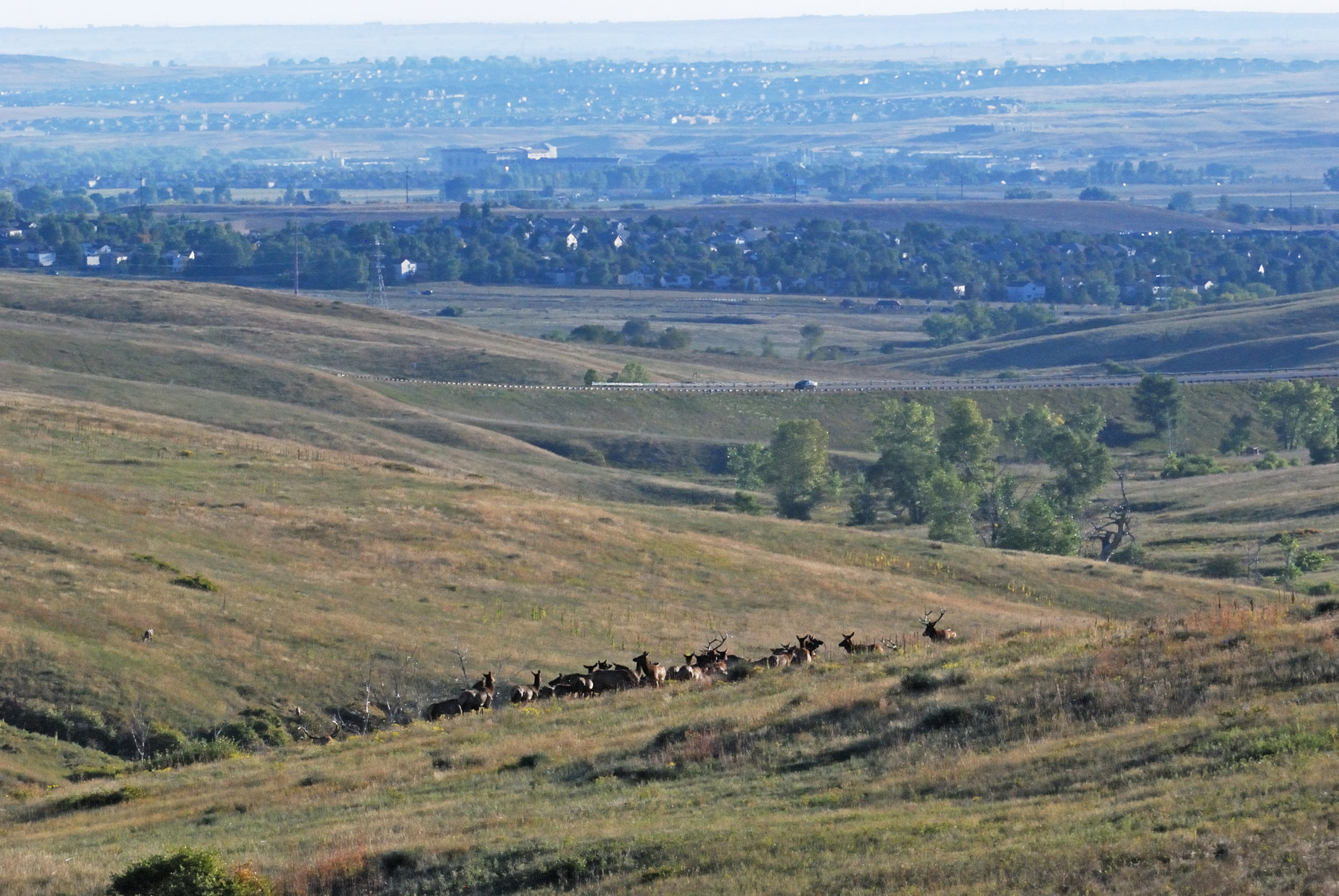
保護区内のアメリカアカシカ

現在は、ロッキーフラッツ国立野生生物保護区（英語版）になっており、デンバーを挟んだ反対側にあるロッキーマウンテン・アーセナル国立野生生物保護区とは似た経歴を経ている。
座標: 北緯39度53分23秒 西経105度12分13秒 / 北緯39.889851度 西経105.203533度